# Porta Saragozza
De Porta Saragozza is een van de historische stadspoorten in de middeleeuwse muren van de Italiaanse stad Bologna. 
De poort werd gebouwd tussen de 13e en 14e eeuw en werd in 1334 voorzien van een valbrug over de omringende gracht. Gedurende enkele eeuwen werd de poort slechts beperkt gebruikt. In 1674 veranderde de rol van de poort echter door de bouw van de lange Portico di San Luca, die het stadscentrum met de Basilica della Beata Vergine di San Luca verbindt. De poort werd het startpunt voor de jaarlijkse religieuze processie van het heilige icoon naar het heiligdom en stond daarna ook bekend als de Porta Sacra (Heilige Poort) of Porta dei Pellegrini (Poort van de Pelgrims).
In 1859, in overeenstemming met een opkomende beweging om middeleeuwse overblijfselen in Italiaanse steden te restaureren, verving architect Giuseppe Mengoli de middeleeuwse cassero door de huidige, door deze met twee gekanteelde bogen te verbinden met de twee cilindrische torens aan weerszijden, waardoor deze zijn huidige kasteelachtige vorm kreeg.
Ongeveer negen van de oorspronkelijke twaalf poorten zijn bewaard gebleven in de derde reeks omringende 14e-eeuwse muren (Cerchia del Mille) van Bologna. Deze omvatten de Porta Maggiore (of Mazzini), Porta Castiglione, Porta Saragozza, Porta San Felice, Porta delle Lame, Porta Galliera, Porta Mascarella, Porta San Donato en Porta San Vitale.

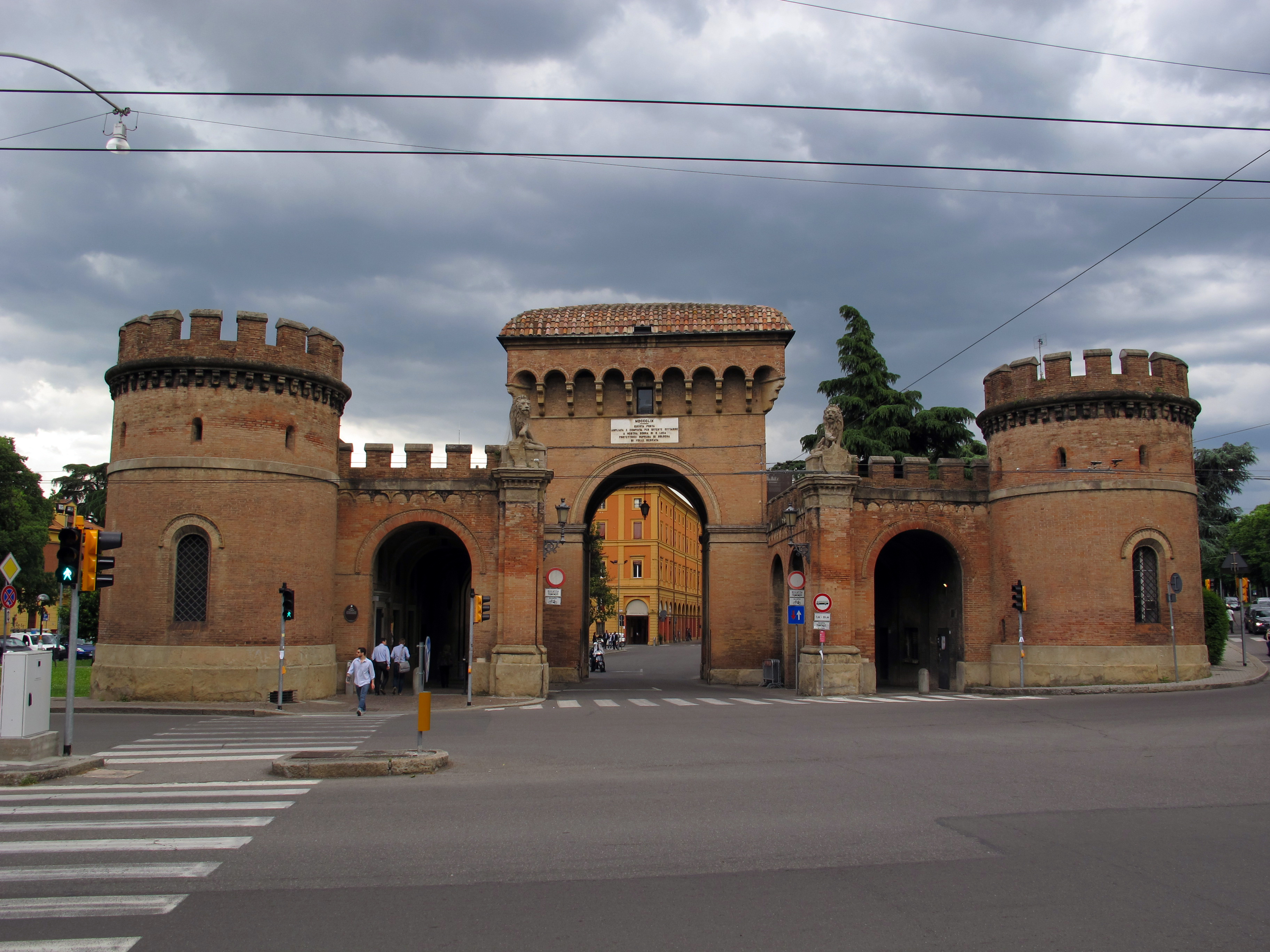
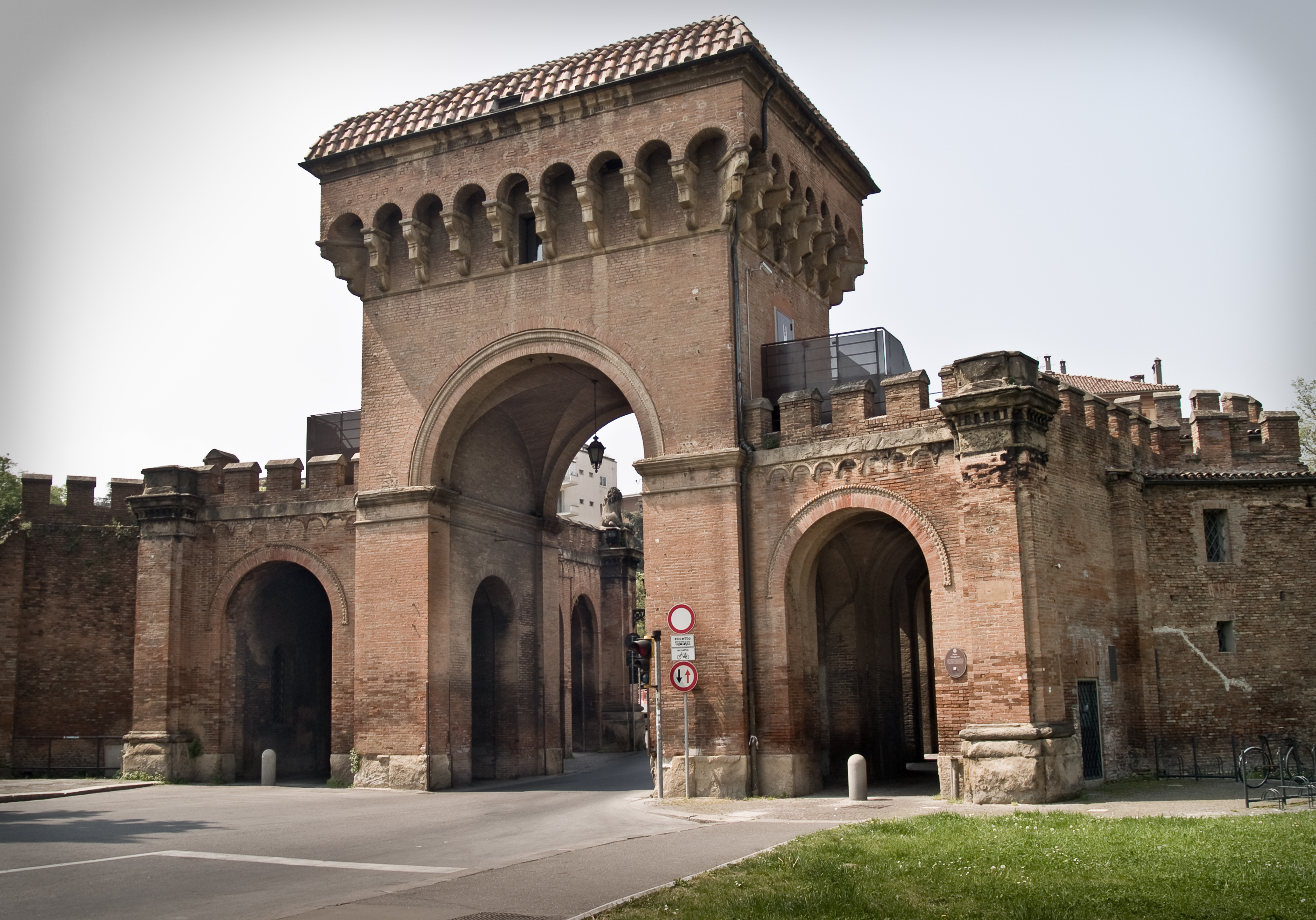